# Здењек Нехода
Здењек Нехода (чеш. Zdeněk Nehoda; 9. мај 1952) бивши је чехословачки фудбалер.

## Биографија
Играо је на позицији нападача. Године 1978. и 1979. освојио је награду за фудбалера године у Чехословачкој. Наступао је за Дуклу из Прага од 1971. до 1983. године.
У сезони 1970/71. био је најбољи стрелац чехословачке лиге са 16 голова (поделио прво место са Јожефом Адамеком из Трнаве). Такође је био најбољи стрелац лиге 1978/79. са 17 голова.
Завршио је правни факултет током фудбалске каријере.
За репрезентацију Чехословачке је играо у периоду од 1971. до 1987. године. Наступио је 91 пут за Чехословачку и дао 31 гол. Рекордер је по броју наступа за чехословачку репрезентацију. Играо је за национални тим на Европском првенству 1976. године у Југославији. У финалу првенства на стадиону Црвене звезде, Чехословаци су победили након бољег извођења једанестераца Западну Немачку. Био је учесник Европског првенства 1980. и ФИФА Светског првенства 1982. године. Заузео је девето место у избору за Златну лопту 1979. године.
Након завршетка играчке каријере, постао је спортски агент и заступа углавном чешке фудбалере.

## Успеси
- Европско првенство: прво место 1976.
- Прва лига Чехословачке (3): 1976/77, 1978/79, 1981/82.
- Куп Чехословачке (3): 1970, 1981, 1983.
- Најбољи фудбалер Чехословачке (2): 1978, 1979.